# Pentaeritritol
El pentaeritritol es el compuesto orgánico con fórmula C(CH2OH)4. Este poliol blanco, cristalino, es un bloque de construcción versátil para la preparación de muchos compuestos polifuncionalizados, como el explosivo PENT y el triacrilato de pentaeritritol. Los derivados de pentaeritritol son componentes de resinas alquídicas, barnices, PVC, ésteres del aceite de pino, y antioxidantes de olefinas.
Los ésteres de pentaeritritol libres de halógenos también son una alternativa ambientalmente amigable a los aceites de transformador, siendo tanto biodegradable como no peligroso en agua. Reemplazan ventajosamente a los policloruros de bifenilo (PCB), e incluso a los hidrocarburos fluorados basados en silicona, como fluido dieléctrico en transformadores. Su baja volatilidad y alto punto de inflamabilidad le dan una excelente resistencia a la ignición en caso de falla eléctrica mayor y ruptura del transformador.

## Síntesis
Puede ser preparado por condensación del acetaldehído y el formaldehído en un medio básico. El proceso ocurre por reacción aldólica sucesiva, seguida por una reacción de Cannizzaro. Las impurezas incluyen al dipentaeritritol y el tripentaeritritol.
2CH3CHO + 8 CH2O +  Ca(OH)2 → 2C(CH2OH)4 +  (HCOO)2Ca